# Abraxas cupreilluminata
Abraxas cupreilluminata là một loài bướm đêm trong họ Geometridae.